# Kjwan
Kjwan es una banda de rock de Filipinas, formada en el 2003 en Manila. Cuando se describía en 2003 como el año en la escena del rock filipino, parecía que se hubiese perdido la identidad y los oídos de la gente que no fueron capacitados para apreciar la música más nueva. Fue en este momento en que Kjwan se lanzó a la escena musical de Filipinas. La banda está compuesta por distintas personalidades, cada individuo tiene una inclinación musical y sus gustos no siempre se mezclan, como fichero de los ajustes. Esto aún se puede escuchar como una fórmula de volar, pero la amistad y en los ensayos el grupo ha atravesado llevado a cabo a través de ellos mismos. Desde hace mucho tiempo los amigos de la banda y excompañeros de la escuela secundaria Marc Abaya (voz) y Kelley Mangahas (bajo) se juntaron con su compañero llamado Ateneans Jorel Corpus (guitarra) y J-hoon Balbuena (batería) para formar alineación inicial. En el año 2004 por Boogie Romero (guitarra), otro amigo de la secundaria y la banda de excompañero de Marc y Kelley, se unió a esta alineación. Kjwan lanzó su segundo álbum, "2StepMarv" tres años después, se trataba de una cuestión más complicada para crecer musicalmente. Los comentarios siempre hablaba de la mejor calidad de las canciones, las revelaciones de talento individual, y la introducción de nuevos elementos musicales en sonido de la mayor parte de rock. Uno de sus mayores logros fue ganar el gran premio de Asia y Filipinas en IKON competencia de la ASEAN, celebrada en Putrajaya, Malasia y visto por cientos de miles en toda la región, su actuación tuvo un efecto a la Comunidad de Asia Music. Ellos superaron a otras 30 bandas del Sur de Asia oriental.

## Miembros
- Ramón Marcelino "Marc" Abaya – vocalista (desde 2003)
- Roberto Miguel "Boogie" Romero – guitarra y voz (desde 2004)
- Federico Kelly Mangahas – Bajo y Guitarra (desde 2003)
- Jorel Corpus – guitarras, percusión y coros (desde 2003)

## Discografía
Álbumes de Estudio
| Año  | Título             | Etiqueta                   |
| ---- | ------------------ | -------------------------- |
| 2004 | Kjwan              | Sony Music Philippines     |
| 2006 | 2StepMarv          | Barnyard Music Philippines |
| 2009 | 13 Seconds to Love | MCA Music Philippines      |

Otras Apariciones
| Año  | Canción                       | Álbum                                              |
| ---- | ----------------------------- | -------------------------------------------------- |
| 2003 | Boomerang (Non-Album Version) | Rx Band Breakout Finalists CD                      |
| 2005 | A Different Kind              | ROK ON! Music Inspired by the Ragnarok Online Game |
| 2007 | Daliri                        | LIVE AND RAW (6UG Live CD)                         |
| 2009 | Pause                         | Kerplunk! DEFIANT                                  |

- Datos: Q6419501